# جون دبليو. هولاند
جون دبليو. هولاند (بالإنجليزية: John W. Holland)‏ هو قاضي ومحامي ومحامي أمريكي، ولد في 30 سبتمبر 1883 في جاكسون في الولايات المتحدة، وتوفي في 15 نوفمبر 1969.